# 小行星8703
小行星8703（英語：8703 Nakanotadao）是一颗围绕太阳公转的小行星。1993年12月15日，小林隆男在大泉天文台发现了此天体。
这颗小行星的绝对星等为18.73124456228505等。